# David Hale (Eishockeyspieler)
David M. Hale (* 18. Juni 1981 in Colorado Springs, Colorado) ist ein ehemaliger US-amerikanischer Eishockeyspieler, der im Verlauf seiner aktiven Karriere zwischen 1998 und 2014 unter anderem 344 Spiele für die New Jersey Devils, Calgary Flames, Phoenix Coyotes, Tampa Bay Lightning und Ottawa Senators in der National Hockey League auf der Position des Verteidigers bestritten hat.

## Karriere
David Hale begann seine Karriere als Eishockeyspieler bei den Sioux City Musketeers, für die er von 1998 bis 2000 in der United States Hockey League aktiv war. Anschließend wurde er im NHL Entry Draft 2000 in der ersten Runde als insgesamt 22. Spieler von den New Jersey Devils aus der National Hockey League ausgewählt. Zunächst spielte er jedoch drei Jahre lang für die Mannschaft der University of North Dakota.
In der Saison 2003/04 gab der Verteidiger sein Debüt in der NHL für New Jersey, für das er insgesamt dreieinhalb Jahre auf dem Eis stand, ehe er im Februar 2007 an die Calgary Flames abgegeben wurde. Diese wiederum transferierten den US-Amerikaner vor der Saison 2008/09 zu den Phoenix Coyotes. Seine folgenden Engagements in Phoenix und Tampa waren jeweils auf ein Jahr befristet, ehe Hale nach Ablauf der Spielzeit 2009/10 zu einem Free Agent wurde. Am 4. August 2010 unterzeichnete er einen Kontrakt bei den Ottawa Senators. Im Oktober 2011 erklärte der US-Amerikaner seine aktive Laufbahn für beendet.
Nach zweijähriger Pause folgte im Sommer 2013 das Comeback. Er unterschrieb beim HC Eppan, mit welchem er in der italienischen Serie A2 sowie in der Inter-National-League spielte. Am Ende der Spielzeit zog sich Hale endgültig vom aktiven Sport zurück.

### International
Für die USA nahm Hale an der U20-Junioren-Weltmeisterschaft 2001 teil, bei der er mit seiner Mannschaft den fünften Platz belegte.

## Erfolge und Auszeichnungen
- 2000 USHL First All-Star Team
- 2003 WCHA Third All-Star Team

## Karrierestatistik

### International
Vertrat die USA bei:
- U20-Junioren-Weltmeisterschaft 2001

(Legende zur Spielerstatistik: Sp oder GP = absolvierte Spiele; T oder G = erzielte Tore; V oder A = erzielte Assists; Pkt oder Pts = erzielte Scorerpunkte; SM oder PIM = erhaltene Strafminuten; +/− = Plus/Minus-Bilanz; PP = erzielte Überzahltore; SH = erzielte Unterzahltore; GW = erzielte Siegtore; 1 Play-downs/Relegation; Kursiv: Statistik nicht vollständig)